# Marion, Texas
Marion là một thành phố thuộc quận Guadalupe, tiểu bang Texas, Hoa Kỳ. Năm 2010, dân số của xã này là 1066 người.